# Ipomopsis macombii
Ipomopsis macombii är en blågullsväxtart som först beskrevs av John Torrey, och fick sitt nu gällande namn av V. Grant. Ipomopsis macombii ingår i släktet Ipomopsis och familjen blågullsväxter. Inga underarter finns listade i Catalogue of Life.